# Sequenza I
Sequenza I est une œuvre pour flûte seule, composée en 1958 par Luciano Berio pour le flûtiste Severino Gazzelloni. C'est la première d'une série de quinze Sequenze, chacune pour un instrument différent (ou pour voix), la dernière datant de 2003.
Cette pièce constitue une étude de virtuosité polyphonique qui possède des caractéristiques de « très grande vitesse de transformation, de concentration et d'alternance entre les motifs, selon une mélodie harmonique ; (...) ;  innovation majeure : la flûte traditionnellement monodique, est quasiment mutée en polyphonie (illusion de l'écoute : plusieurs voix paraissent co-exister grâce à la rapidité et la mobilité du jeu instrumental, aux sauts d'un registre à l'autre et aux changements de timbre ou d'articulation) ; ». 
Cette pièce a eu une grande influence sur les travaux de recherche de techniques de jeu étendues des compositeurs de musique contemporaine, comme ceux sur les sons polyphoniques pour les bois monodiques. On citera pour exemple les travaux de William O. Smith pour la clarinette.
Le poète italien Edoardo Sanguineti et également ami de Berio a écrit comme introduction à cette Sequenza : « Et ici commence ton désir, qui est le délire de mon désir : la musique est le désir des désirs. »

## Préface
« Le titre fait référence au fait que la pièce est construite à partir d'une séquence de champs harmoniques dont découlent les autres fonctions musicales fortement caractérisées. Dans Sequenza I, un discours essentiellement harmonique est exposé et développé mélodiquement, ce qui suggère un mode d'écoute polyphonique. En 1958, je n'utilisais pas le terme "polyphonique" dans un sens métaphorique, comme je le ferais aujourd'hui en travaillant avec des instruments monodiques, mais littéralement. Je voulais établir un mode d'écoute si fortement conditionné qu'il suggère constamment une polyphonie latente, implicite. »

— Luciano Berio, Préface

## Analyse
Robert Kirzinger a réalisé une analyse de l'œuvre qui porte les éléments suivants :
Sequenza I constitue un exemple de forme musicale partiellement indéterminée. Luciano Berio a défini une « notation proportionnelle » pour cette  pièce de telle sorte qu'une ligne de portée individuelle possède une durée fixe, tandis que les durées des notes individuelles sont indiquées proportionnellement - c'est-à-dire qu'une petite distance entre une note et la suivante indique une durée courte, tandis qu'une plus grande distance indique une durée plus longue. La mise en œuvre de ces directives est laissée à l'appréciation du musicien, de telle sorte que les éléments spécifiques de la partition varieront en fonction de chaque interprète et de chaque interprétation. Ce type de structure "ouverte" permet une certaine flexibilité au sein d'une forme par ailleurs rigoureuse. Le contenu mélodique et harmonique de 
Sequenza I s'inspire du langage sériel de Berio, ce qui se traduit par un emploi très contrôlé de la hauteur des sons. La spontanéité dans l'interprétation, provient donc des ajustements momentanés du rythme et de la gestuelle de l'interprète, que la notation suggestive - plutôt que prescriptive - de Berio appelle.
Dans sa recherche, Luciano Berio 
juxtapose des matériaux musicaux réglementés et improvisés, incarnant une quête du contrepoint et de l'harmonie par le biais d'une ligne mélodique unique. Son langage harmonique conduit à  un "polyphonie virtuelle", inventant de nouvelles règles harmoniques.          
Les matériaux sonores de Sequenza I sont d'abord simples, consistant principalement en des passages de gammes chromatiques descendantes qui incorporent un déplacement d'octave et une ambiguïté rythmique. La gamme chromatique symétrique cède la place à des collections de notes plus complexes ; ces gestes plus complexes sont incorporés dans l'œuvre d'une manière qui donne l'impression de blocs entiers de notes en contrepoint avec d'autres blocs. Les hauteurs soutenues s'opposent aux passages rapides, les aigus aux graves, l'agressivité à l'introspection : c'est le fil harmonique de Berio et le sens qu'a l'interprète de la structure de l'œuvre qui constituent les éléments unificateurs de l'œuvre.

## Publication
La pièce a d'abord été publiée en notation proportionnelle par la maison d'édition milanaise Suvini-Zerboni (it), puis la notation a été révisée beaucoup plus tard (notation traditionnelle) par le compositeur et cette version a été publiée par Universal Edition en 1992.